# Asteroid Alinda
Asteroizii Alinda formează un grup de asteroizi, din centura principală, a căror orbită au semiaxa mare de circa 2,5 UA, iar excentricitatea orbitală de circa 0,4 până la 0,65. Grupul Alinda este numit după asteroidul 887 Alinda, descoperit de către astronomul german Max Wolf în 1918.

## Caracteristici
Acești asteroizi sunt în rezonanță orbitală 1:3 cu Jupiter, ceea ce le oferă o rezonanță apropiată de 4:1 cu Pământul. Un obiect cu o asemenea rezonanță își vede crescând  excentricitatea orbitală prin interacțiunile cu Jupiter, până când o puternică apropiere de o planetă interioară sparge rezonanța.
Periheliul unor membri ai grupului Alinda este foarte aproape de orbita Pământului, de aici rezultă o serie de puternice apropieri la fiecare patru ani, cunoscută fiind rezonanța 4:1. Prin urmare, dacă un asemenea asteroid nu poate fi obsevat când este aproape de Pământ din cauza poziției defavorabile, de exemplu, dacă este apropiat unghiular de Soare, atunci această situație poate să se repete și să persiste timp de decenii. De exemplu, 1915 Quetzálcoatl nu a fost observat decât o singură dată între 1985 și 2010.
O consecință a apropierii repetate de Pământ este aceea că acest lucru face din acești asteroizi buni subiecți pentru studierea lor prin radar, de pe Pământ. Este cazul asteroizilor 4179 Toutatis și 6489 Golevka.

## Asteroizi în această familie
| Numele            | a       | e       |
| ----------------- | ------- | ------- |
| 887 Alinda        | 2.48422 | 0.56356 |
| 1429 Pemba        | 2.55185 | 0.33858 |
| 1550 Tito         | 2.54673 | 0.30984 |
| 1607 Mavis        | 2.54783 | 0.30741 |
| 1915 Quetzálcoatl | 2.54207 | 0.57170 |
| 2608 Seneca       | 2.5035  | 0.57620 |
| 3360 Syrinx       | 2.46803 | 0.74295 |
| 3628 Božněmcová   | 2.53691 | 0.30052 |
| 3806 Tremaine     | 2.54058 | 0.31301 |
| 4179 Toutatis     | 2.51005 | 0.63423 |
| 5847 Wakiya       | 2.54442 | 0.30086 |
| 5864 Montgolfier  | 2.55866 | 0.32007 |
| 6318 Cronkite     | 2.51002 | 0.46522 |
| 6322 1991 CQ      | 2.51628 | 0.47349 |
| 6489 Golevka      | 2.50768 | 0.60382 |
| 6491 1991 OA      | 2.50959 | 0.58946 |
| 7092 Cadmus       | 2.52493 | 0.70202 |
| 7345 Happer       | 2.45047 | 0.32467 |
| (7568) 1988 VJ2   | 2.52739 | 0.33216 |
| (7569) 1989 BK    | 2.54950 | 0.30348 |
| 7638 Gladman      | 2.53634 | 0.31606 |
| (8201) 1994AH2    | 2.53362 | 0.70851 |
| 8709 Kadlu        | 2.53497 | 0.48432 |
| 9047 1991 QF      | 2.52479 | 0.31661 |